# ستسو ساواگاتا
ستسو ساواگاتا (به انگلیسی: Setsu Sawagata) بازیکن فوتبال اهل ژاپن و عضو تیم ملی فوتبال ژاپن است که در تاریخ ۲۳ مه ۱۹۲۳ میلادی اولین بازی ملی‌اش را انجام داد. او در ۲ بازی ملی حضور داشت و آخرین بازی ملی خود را در تاریخ ۲۴ مه ۱۹۲۳ میلادی انجام داد. ستسو ساواگاتا در بازی‌های ملی‌اش
گلی به ثمر نرساند.